# Fort Manoel

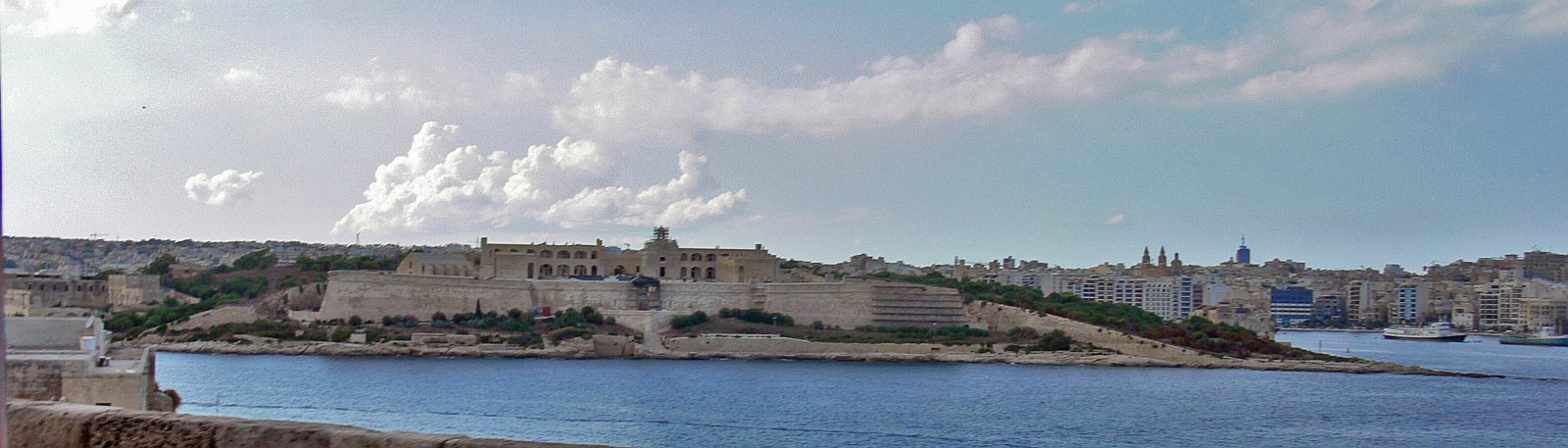
Ansicht des Forts von Valletta aus

Das Fort Manoel ist eine während der Zeit der Herrschaft des Johanniterordens ab 1722 erbaute Festung in Malta. Das auf Manoel Island im Marsamxett Harbour gelegene Fort war die vorletzte größere Befestigungsanlage, die vom Orden auf dem Archipel errichtet wurde. Sie stellt den Abschluss und zugleich den Höhepunkt in der Entwicklung der Bastionärbefestigungen auf Malta dar.

## Vorgeschichte

Befestigungen des Johanniterordens im Bereich des Marsamxett Harbour

Die im Marsamxett Harbour gelegene Insel Manoel Island, zur damaligen Zeit einfach Isoletto genannt, beherrscht diesen zweiten großen Naturhafen Maltas. Während sich rund um den Grand Harbour eine dichte Besiedlung entwickelte, blieb dieser Teil der Insel bis in das 18. Jahrhundert nur dünn besiedelt. Diese Tatsache ausnutzend, wurde auf Manoel Island 1643 ein Hospital errichtet, welches zur Quarantäne an Pest und Cholera Erkrankter diente. Auch die Befestigungsanlagen des Johanniterordens konzentrierten sich um den Bereich des Grand Harbour. Die auch Dragut Point genannte, gegenüber von Fort St Elmo gelegene Landzunge blieb zunächst unbefestigt, ebenso wie Isoletto. Von der Landseite war dieser Bereich der Hauptinsel nur durch ein Netz von Beobachtungstürmen gesichert. Damit war ein Durchbruch gegnerischer Kräfte in den Marsamxett Harbour weder von der Land-, noch von der Seeseite zu verhindern. Spätestens mit dem Bau der Stadt Valletta wurde die Bedeutung von Isoletto jedoch deutlich erkennbar: Von der Insel konnte mit Artillerie Valletta beschossen werden. Auch wäre die St Michels Bastion der Valletta Land Front dem Feuer gegnerischer Artillerie weitgehend schutzlos ausgesetzt gewesen. Auch ergab sich für die Geschütze der St Michels Bastion ein toter Winkel am Fuße der Befestigungen. Daher wurde bereits 1569 von einem unbekannten Autoren vorgeschlagen, auf Isoletto einen Kavalier zu errichten, von dem aus das Gelände unmittelbar vor der St Michels Bastion bestrichen werden konnte. Zum Inneren von Isoletto sollte der Kavalier durch einen niedrigen Wall gegen Infanterieangriffe geschützt werden. Dieser Vorschlag wurde jedoch nicht umgesetzt, doch auch in den folgenden Jahren wurden verschiedene Vorschläge zur Befestigung von Isoletto unterbreitet, so 1577 von Scipione Campi und von Giovanni Battista 1582.

## Planungen Valpergas
Im Jahr 1670 unterbreitete Antonio Maurizio Valperga einen neuen Vorschlag zur Befestigung von Isoletto. Nach seinen Vorstellungen sollte auf der Insel ein siebeneckiges Fort mit unregelmäßigem Grundriss errichtet werden. Die dem Hafeneingang zugewandte Seite hatte zwei Halbbastionen und eine Tenaille vor der die beiden Halbbastionen verbindenden Kurtine. Zum Inselinneren sollten insgesamt drei Bastionen errichtet werden, die durch ein Hornwerk geschützt waren. Gegenüber den Ideen von 1569 hatte sich die Zielsetzung der zu errichtenden Festung geändert. Zwar konnte auch mit diesem Projekt die St Michels Bastion gesichert werden, jedoch lag der Schwerpunkt eindeutig auf der Sicherung der Einfahrt zum Marsamxett Harbour. Der Vorschlag Valpergas wurde jedoch stark kritisiert, vornehmlich wegen der zu geringen Größe des Forts. Unter den Kritikern waren neben Mederico Blondel und Graf Vernanda auch Carlos de Grunenberg. Der flämische Ingenieur war 1681 von Großmeister Gregorio Carafa nach Malta gerufen worden und war an der Planung verschiedener Befestigungsanlagen im Bereich des Grand Harbour beteiligt. Für Isoletto schlug Grunenberg eine wesentlich größere und komplexere Befestigungsanlage vor. Da jedoch 1670 mit dem Bau der Cottonera Lines, dem ambitioniertesten Projekt des Ordens, und von Fort Ricasoli begonnen wurde, reichten die Mittel des Ordens zum Bau einer weiteren Befestigungsanlage nicht aus. Der Vorschlag Valpergas ist auf dem von Francesco Collignon erstellten Plan der Befestigungsanlagen Maltas dargestellt.

## Planungen de Tignés
Die nächsten Vorschläge zur Befestigung der kleinen Insel unterbreitete 1722 der französische Ingenieur Jacob de Tigné. Sein Entwurf sah ein kleines, quadratisches Fort mit vier Bastionen an den Ecken vor. Auf der Landseite war dem Fort ein Ravelin vorgelagert. Zwischen Ravelin und Fort lag eine Tenaille. Eine Version seiner Pläne zeigte ein asymmetrisches Fort. Wie auch schon Valperga konzipierte de Tigné das Fort so, dass es den Marsamxett Harbour beherrschte und die Hafenseite der St Michels Bastion der Valletta Land Front sicherte. Er veranschlagte für seinen Entwurf Kosten in Höhe von 25.000 Scudi. De Tigné schätzte den Bau des Forts auf Isoletto nicht als dringend ein.

## Planungen Maigrets
Fast gleichzeitig mit de Tigné unterbreitete Philippe Maigret einen weiteren Vorschlag zur Befestigung von Isolleto. Sein Vorschlag bestand im Kern aus einer mit Kasematten versehenen Redoute, die zentral im Inneren der kleinen Insel errichtet werden sollte. Für die Sicherung des schmalen Wasserstreifens zwischen der Insel und dem Festland war eine starke Batterie vorgesehen. Batterie und Redoubt sollten durch eine lange Kaponniere verbunden werden, die in regelmäßigen Abständen durch Traversen verstärkt war. Die Befestigungsanlage war so konzipiert, dass Truppen vom Redoubt geschützt zur Batteriestellung verlegen konnten. Das Redoubt hatte einen quadratischen Grundriss und war durch einen umlaufenden Graben mit gedeckten Wegen gesichert. In der Mitte des Redoubt sollte ein konisches Pulvermagazin errichtet werden, ähnlich wie es in Fort Chambray gebaut wurde. Maigret veranschlagte Kosten in Höhe von 2650 Scudi. Auch er sah den Bau einer Befestigungsanlage an dieser Stelle nicht als dringend geboten an.

## Bau des Forts

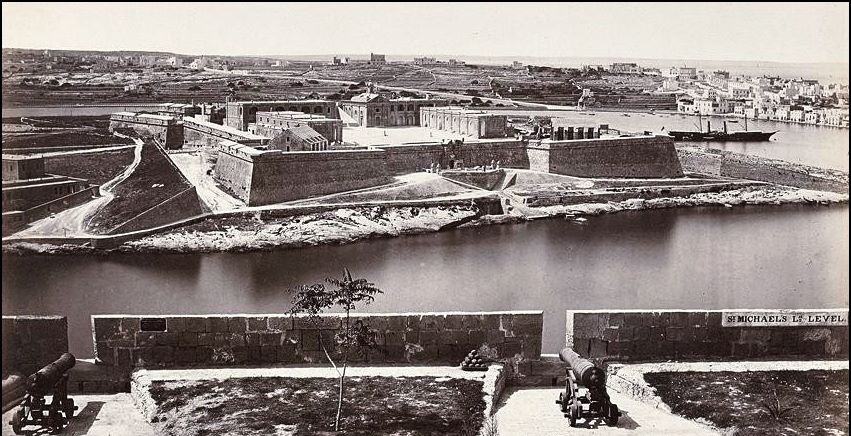
Fort Manoel von Valetta aus gesehen, 1880

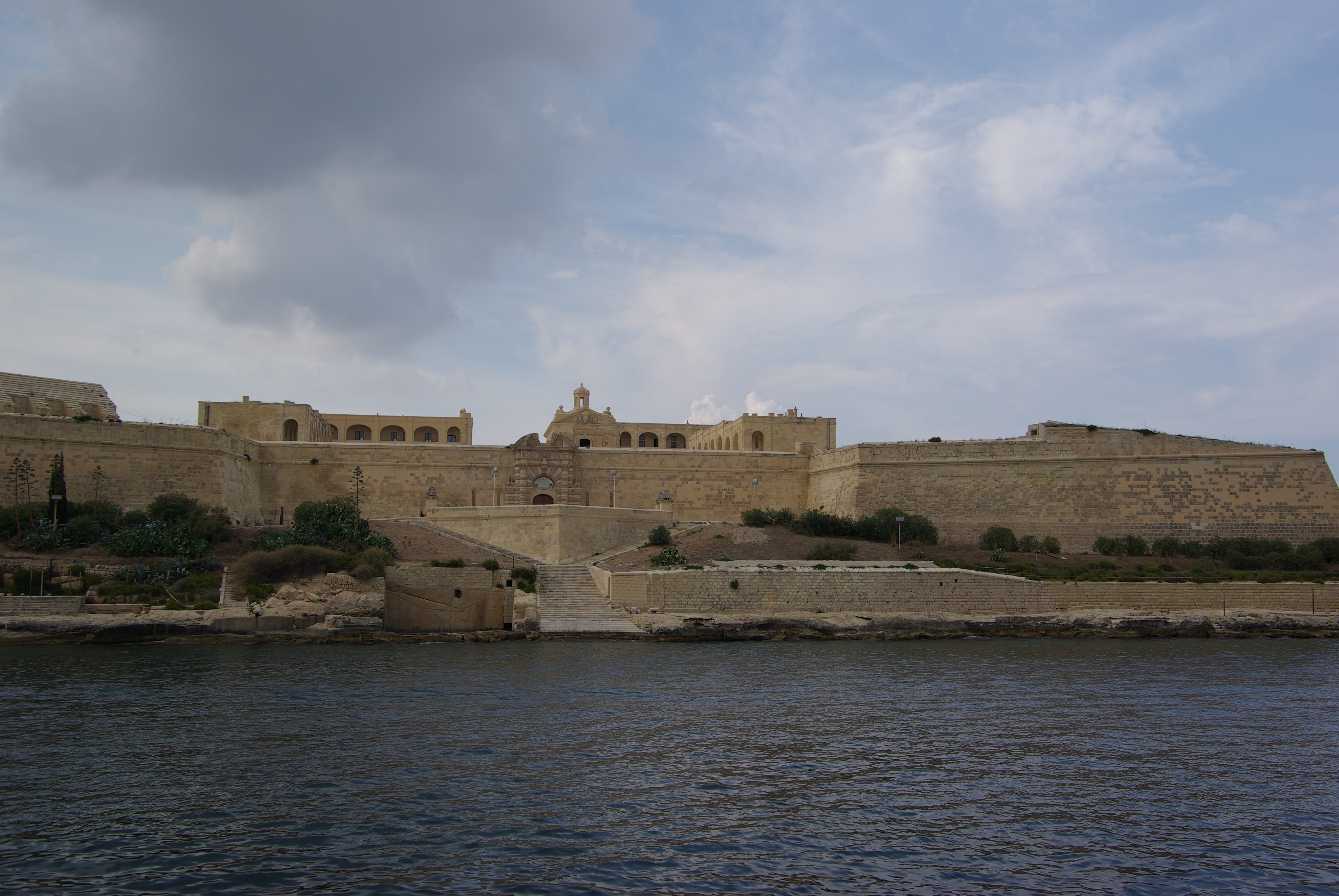
Blick auf das Fort von der Seeseite. Links St Helen mit dem noch vorhandenen Pulvermagazin, rechts St Antony, in der Mitte das Haupttor mit der vorgelagerten Demi-Lune

Die Gelegenheit zur Befestigung der Insel ergab sich während der Herrschaft des Großmeisters Antonio Manoel de Vilhena, der nicht unerhebliche finanzielle Mittel für den Bau des Forts bereitstellte. Vilhena bezahlte den Bau des Forts aus seinem Privatvermögen und richtete weiterhin einen Fonds in Höhe von 6000 Scudi für die Bemannung und Unterhaltung des Forts ein. Nach anderen Angaben sollten aus dem Fonds jährlich ungefähr 10.000 Scudi erlöst werden, neben dem Unterhalt des Forts war aus diesen Mitteln auch alle drei Jahre eine neue Kanone zu beschaffen. Die Entscheidung zum Bau des Forts fiel 1723. Mit der Ausarbeitung des endgültigen Entwurfs wurde der französischstämmige Ingenieur Charles François de Mondion beauftragt. De Mondion modifizierte den Entwurf de Tignés nur leicht. In Anwesenheit des Großmeisters wurde am 14. September 1723 der Grundstein gelegt. Der Bau des Forts ging schnell voran, bis 1732 waren die Gräben in den anstehenden Kalkstein getrieben worden.
Fort Manoel ist streng symmetrisch aufgebaut. Es hat einen quadratischen Grundriss. An den Ecken des Quadrates befinden sich vier Bastionen: Notre Dame und St John auf der dem Inselinneren zugewandten, nach Nordwest ausgerichteten Landseite, St Helen und St Antony auf der dem Hafen zugewandten Seeseite. Während auf den landseitigen Bastionen jeweils ein Kavalier errichtet wurde, fand auf den seeseitigen, niedrigeren Bastionen je ein Pulvermagazin seinen Platz. Die beiden Kavaliere sind durch eine weitere Kurtine verbunden, in der Kasematten angelegt wurden, die die Besatzung des Forts aufnahmen. Der landseitigen Kurtine ist ein großer Ravelin mit zwei Halbkaponnieren vorgelagert. Im Ravelin befindet sich ein größerer Raum, der als Sammelpunkt für bis zu einhundert Soldaten diente. Zwischen dem Ravelin und der Kurtine liegt, wie auch schon im Entwurf de Tignés vorgesehen, eine Tenaille. Der an der Seeseite befindliche Haupteingang des Forts ist durch eine Demi-Lune (oder Couvre Porte) geschützt. Das Fort ist von drei Seiten von einem trockenen Graben mit gedeckten Wegen umgeben, der von Traversen unterbrochen wird. Im Kontereskarpe sind gegenüber den beiden seitlichen Kurtinen und den Facen des Ravelins Waffenplätze angelegt. Unterhalb der Glacis wurde ein weit verzweigtes System von Gegenminenstollen angelegt. Im Innenhof des Forts wurden insgesamt fünf Gebäude errichtet. Dem Haupteingang gegenüber liegt die dem heiligen Antonius von Padua geweihte Kapelle. Der Entwurf der Kapelle wird gelegentlich dem italienischen Architekten Romano Carapecchia zugeschrieben, es ist aber auch möglich, das Mondian hier einen eigenen Entwurf umgesetzt hat. Die hufeisenförmig um den Platz gelegenen weiteren Gebäude nahmen Unterkünfte, die Rüstkammer und ein Gefängnis auf. Im rechts neben der Kapelle gelegenen Gebäude waren der Kaplan und die Abschnittskommandanten des Forts untergebracht, im links liegenden der Kommandant des Forts und die Rüstkammer. Unterhalb des Platzes befinden sich zwei große Zisternen. In der Mitte des Forts wurde eine Statue des Großmeisters Antonio Manoel de Vilhena errichtet. Diese Statue wird dem maltesischen Bildhauer Pietro Paolo Troisi zugeschrieben.
Das Fort wurde als wehrhaft und insgesamt gelungen eingeschätzt. Als problematisch erwiesen sich jedoch einige bereits auf der Insel vorhandene Gebäude. Zum einen befand sich im Inneren der Inseln ein größeres, mittlerweile stillgelegtes Magazingebäude. Als problematischer erwiesen sich jedoch die Gebäude des Lazaretts, die einem eventuellen Gegner eine gedeckte Annäherung an das Fort ermöglicht hätten. Diese Gebäude stellten einen nicht unerheblichen Wert dar und waren auch nicht ohne weiteres funktional zu ersetzen. Daher gab es heftigen Widerstand gegen den Abriss dieser Gebäude.
In Friedenszeiten bestand die Besatzung des Forts aus neunzehn Soldaten und zwei Bootsleuten. Im Kriegsfall konnte das Fort bis zu 500 Soldaten in nach damaligem Verständnis bombensicheren Kasematten unterbringen.

## Ergänzungen 1757–1760
Im Jahr 1757 wurde bei Quala Lembi auf der Landzunge gegenüber dem Fort, in einiger Entfernung von Dragut Point, eine Küstenbatterie errichtet. Ihre Aufgabe war der Schutz der nördlichen Flanke und die Überwachung der Einfahrt zum Marsamxett Harbour. Während der Manöver des Jahres 1760 wurde Fort Manoel von Soldaten des Battaglione delle Galere bemannt. Für die Küstenbatterie bei Quala Lembi wurden die Mittel für die Besatzung und die Munition aus dem für Fort Manoel bestimmten Fonds bereitgestellt. In Auswertung des Manövers schlugen französische Ingenieure vor, die Küstenbatterie und das Fort zu verbinden, um die Durchhaltefähigkeit bei einer längeren Belagerung zu erhöhen.

## Französische Besatzungszeit 1798–1800
Zu Beginn der französischen Invasion am 10. Juni 1798 war das Fort mit ungefähr 200 Soldaten des Regiment of Cacciatori unter Führung der Ritter Gourgeau und La Tour de Saint Quentin bemannt. Die Garnison wurde von der Miliz aus Birchircara verstärkt, die nach einer Gefechtsberührung mit französischen Truppen bei St Julians ungeordnet zurückgewichen waren. Kurze Zeit später wurde das Fort von französischen Truppen unter Führung von Marmont eingekreist. Versuche der Franzosen, das Fort einzunehmen, wurden von der Besatzung abgewiesen. Das Fort ergab sich erst nach der Unterzeichnung der Kapitulation des Ordens an Bord des französischen Flaggschiffs.

## Britische Kolonialzeit 1800–1974

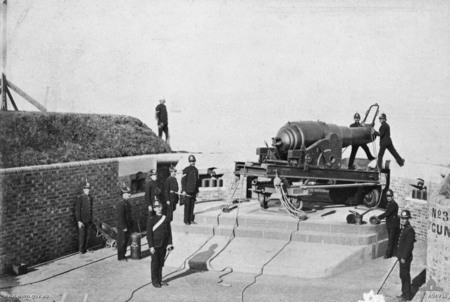
RML 9 inch 12 ton gun mit Besatzung, hier jedoch in der Geelong Garrison Battery, Fort Queenscliff, Victoria

Nach der Besetzung der Inseln durch die britischen Truppen und deren Umwandlung in eine britische Kolonie wurde das Fort zunächst weitgehend unverändert weitergenutzt. Im Jahre 1860 war es an der rückseitigen Kurtine mit sechs 13-Zoll-Mörsern, elf 24-Pfündern auf den Kasematten und Karronaden in der Flanken der Bastionen bestückt. Die vorderen Bastionen besaßen diese Karronaden ebenfalls, dazu kamen je zwei 8-Zoll-Haubitzen auf den Facen der Bastionen und 10-Zoll-Kanonen auf den Bastionen. Die Vorschläge zur Umbewaffnung von 1859 sahen jedoch bereits eine Änderung der Bewaffnung vor. Dennoch verlief die Umrüstung offensichtlich nur schleppend.
1872 wurde das Pulvermagazin auf St Antony entfernt. An dieser Stelle wurde eine RML 9 inch 12 ton gun aufgestellt. Neben dieser Waffe waren 1884 noch insgesamt zehn 64/32-Pfünder auf den Bastionen und Kavalieren als Hauptbewaffnung vorhanden. Diese sollten bleiben, während alle anderen Geschütze abgerüstet werden sollten. Im Folgejahr stellte jedoch das works committee fest, dass einige der 64-Pfünder ungünstig aufgestellt und exponiert feindlichem Feuer ausgesetzt waren. Militärisch sinnvoll konnten diese Geschütze mittlerweile kaum noch eingesetzt werden. Anstelle der RML 9 inch 12 ton gun sollte auf St Antony eine RML 7 inch 7 ton gun aufgestellt werden, die vom Kavalier des Fort St Elmo abgebaut werden sollte. Von dieser Stelle aus konnte der Marsamxett Harbour bestrichen, aber auch Feuerkampf gegen Ziele auf offener See geführt werden. Allerdings hätten die Bebauung von Sliema, Fort Tigne und die Spitze der Halbinsel Valletta den Richtbereich des Geschützes eingeschränkt. Daher wurde der Vorschlag nicht realisiert.
Im Jahr 1906 kam es zu einer gravierenden Änderung der Bewaffnung des Forts. Die Stellung für die RML 9 inch 12 ton gun auf St Antony wurde entfernt. An diesem Platz wurden Stellungen für drei QF 12 pounder 12 cwt naval gun gebaut. Jedoch wurde bereits im Juli dieses Jahres entschieden, die drei QF 12 pounder und weitere drei QF 6 pounder aus dem Fort zu entfernen. Diese Entscheidung stand im Zusammenhang mit den Plänen zur Reorganisation der Küstenartillerie auf Malta. Die Reichweitensteigerung der Kanonen hatte einen Großteil der Küstenbefestigungen auf Malta entbehrlich gemacht.
Während des Zweiten Weltkrieges wurde die Insel von der Royal Navy als Basis für U-Boote genutzt. Britischen Traditionen entsprechend, wurde das Fort in dieser Zeit als HMS Talbot oder MS Phœnicia bezeichnet. Zu Beginn des Krieges waren auf der Insel Flugabwehreinheiten, die mit der QF 3.7 inch AA gun ausgerüstet waren, stationiert. Im Verlauf des Krieges wurde die Insel auch als Lager für Kriegsgefangene genutzt. Die Kapelle des Forts wurde bei einem Angriff der deutschen Luftwaffe im März 1942 zerstört.

## Nutzung nach dem Zweiten Weltkrieg
Nach dem Abzug der britischen Truppen aus Malta wurde das Fort nicht mehr genutzt und war weitgehend dem Verfall preisgegeben. Lediglich die hafenseitig gelegene Kurtine mit der vorgelagerten Demi-Lune wurde von 1970 bis 2009 vom Royal Malta Yacht Club genutzt.
Ab November 2006 wurden am historischen Fort Renovierungsarbeiten durchgeführt. Gleichzeitig wurden auf Manoel Island umfangreiche Neubauten errichtet, die das Bild der Insel einschneidend veränderten. Das profitorientierte Projekt geht auf Planungen aus der zweiten Hälfte der 1960er Jahre zurück.